# Paweł Jocz
Paweł Jocz, né le 6 mai 1943 à Szumsk et mort le 21 octobre 2008 à Boulogne-Billancourt, est un sculpteur et dessinateur polonais, s'étant établi en France.

## Biographie

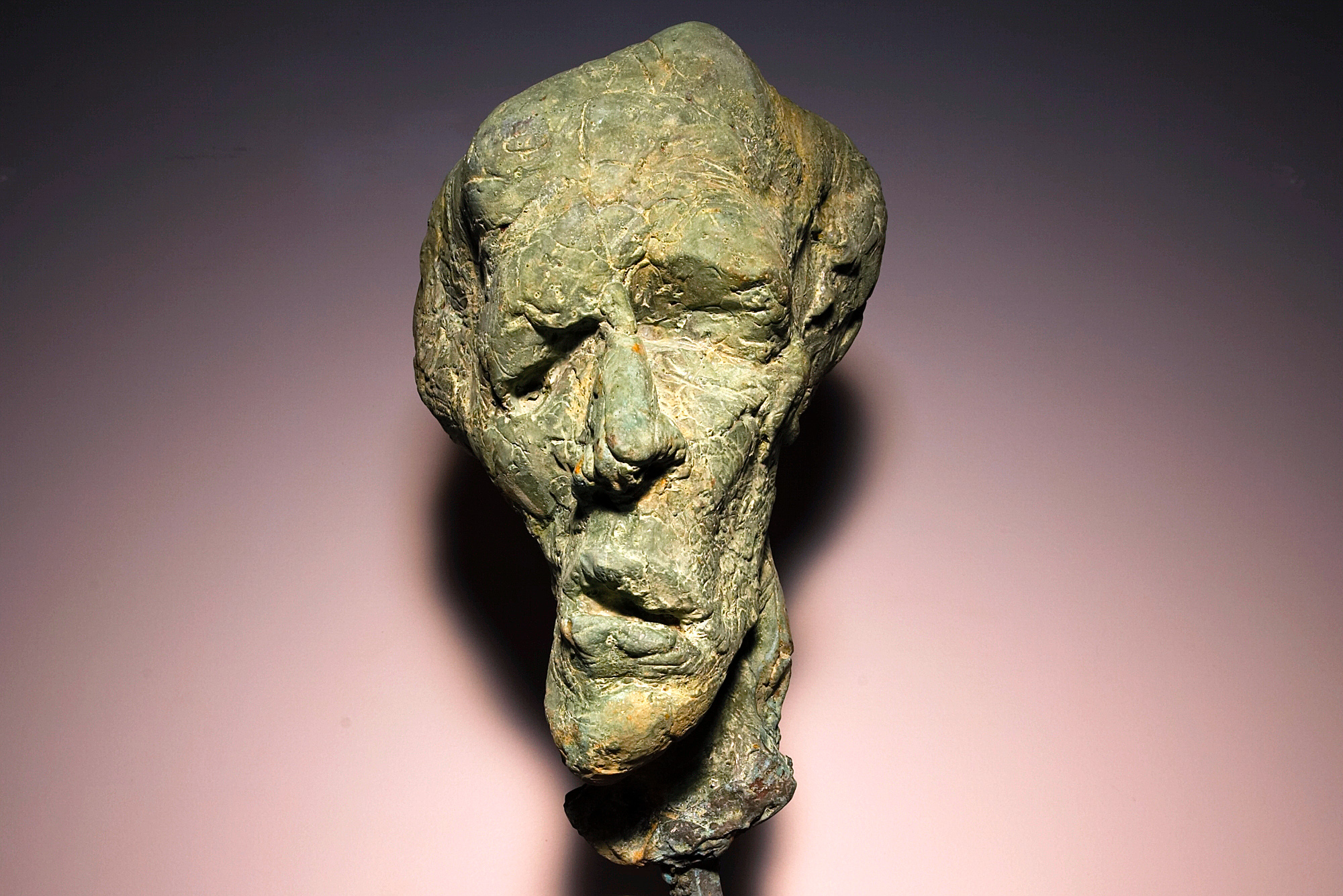
Vers moi

Paweł Jocz naît le 6 mai 1943 à Szumsk. Il est le fils d'un avocat et d'une gynécologue réputée Genowefa Jocz, le frère du sculpteur Andrzej Jocz (pl) (1941-2019) et de Marcin Jocz (né en 1948).
Après son diplôme aux Beaux-Arts de Varsovie en 1970, il vient vivre en France. Une centaine d’expositions en France et à l’étranger lui ont valu une notoriété incontestable dans l’histoire contemporaine de l'art.
Ses œuvres enrichissent les patrimoines publics et privés dans plusieurs pays d'Europe.
Les sculptures en plein air de plus de 4 m de hauteur sont inscrites dans le paysage de Boulogne-Billancourt : Élévation et Nuage de poète, à Wielsbeke en Belgique s'élève la Solidarité des peuples, dans un cimetière à Łódź, en Pologne, la statue du poète Jacek Bierezin (pl).
Inspiré particulièrement par les visages, les regards, les expressions, et tout ce qui est invisible, difficile à capter, il les trace de manière inimitable, à l’encre de Chine. Ses sculptures appartiennent a un monde venant à la fois du passé et du présent, des rêves, des souvenirs, de ses peurs et ses angoisses.
En 1982 il crée Le Bédouin en ciment teinté.
Il est inhumé au cimetière Pierre-Grenier (division 9) à Boulogne-Billancourt.

## Expositions
- 1967, Soder, Stockholm[3],[4]
- 1968, club des poètes, Paris[3]
- 1967, Nowy, Łódź[3]

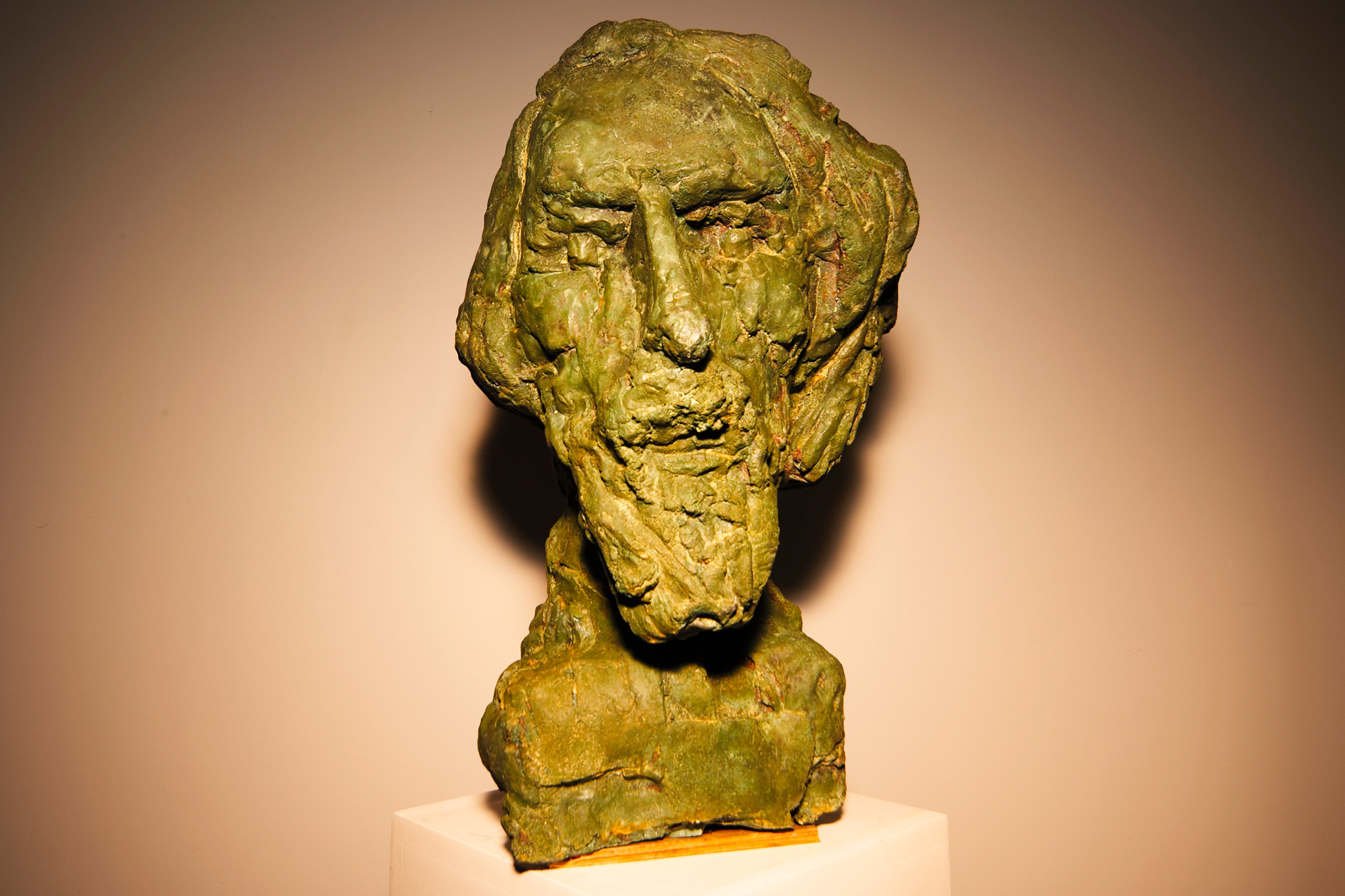
Norwid

- 1999, Institut polonais, Paris[3],[5].